# Royal Bafokengstadion
Het Royal Bafokeng Stadion, gelegen in Phokeng nabij Rustenburg, Noordwest, Zuid-Afrika, is gebouwd voor het wereldkampioenschap rugby 1995. Het is vernoemd naar de Royal Bafokeng Nation.
Na het wereldkampioenschap rugby is het stadion echter meer gebruikt voor voetbal.

## WK Interlands
Voor het WK voetbal 2010 waren maar weinig aanpassingen nodig en is de capaciteit opgevoerd tot bijna 40.000 toeschouwers. De belangrijkste wedstrijd gespeeld tijdens het WK was de achtste finale op 26 juni 2010 tussen de Verenigde Staten en Ghana, die gewonnen werd door Ghana met 2-1. Daarnaast werd het stadion door het Engels voetbalelftal gebruikt als thuisbasis voor trainingen.
| №  | Datum        | Wedstrijd                   | Uitslag | Competitie               | Toeschouwers |
| -- | ------------ | --------------------------- | ------- | ------------------------ | ------------ |
| 1. | 12 juni 2010 | Engeland – Verenigde Staten | 1 – 1   | WK 2010 – Groep C        | 38.646       |
| 2. | 15 juni 2010 | Nieuw-Zeeland – Slowakije   | 1 – 1   | WK 2010 – Groep F        | 23.871       |
| 3. | 19 juni 2010 | Ghana – Australië           | 1 – 1   | WK 2010 – Groep D        | 34.812       |
| 4. | 22 juni 2010 | Mexico – Uruguay            | 0 – 1   | WK 2010 – Groep A        | 33.425       |
| 5. | 24 juni 2010 | Denemarken – Japan          | 1 – 3   | WK 2010 – Groep E        | 27.967       |
| 6. | 26 juni 2010 | Verenigde Staten – Ghana    | 1 – 2   | WK 2010 – Achtste finale | 34.976       |

Soccer City (Johannesburg) · Groenpuntstadion (Kaapstad) · Nelson Mandelabaaistadion (Port Elizabeth) · Moses Mabhidastadion (Durban) · Ellispark (Johannesburg)· Vrystaat-stadion (Bloemfontein) · Loftus Versfeld (Pretoria) · Royal Bafokengstadion (Rustenburg) · Mbombelastadion (Nelspruit) · Peter Mokabastadion (Pietersburg)